# Oenopota kurilensis
Oenopota kurilensis is een slakkensoort uit de familie van de Mangeliidae. De wetenschappelijke naam van de soort is voor het eerst geldig gepubliceerd in 1989 door Bogdanov.